# Kodesmaa
Kodesmaa – wieś w Estonii, w prowincji Parnawa, w gminie Halinga.

## Natura
Przez wieś przepływa rzeka Elbu.